# Old Buckenham
Old Buckenham est une paroisse civile et un village du Norfolk, en Angleterre.